# André Ribeiro
André Ribeiro da Cunha Pereira (São Paulo, 18 de janeiro de 1966 — 22 de maio de 2021) foi um piloto brasileiro de Fórmula Indy na divisão da CART Indy Car World Series e um diretor de relações com montadoras na Group 1 Automotive. André Ribeiro é nome eternizado na história do automobilismo brasileiro por ter sido o único brasileiro que venceu uma corrida da Indy no Brasil.

## Trajetória esportiva

### Origens
Começou sua carreira no kart aos 19 anos, em 1986, sendo vice-campeão por três anos seguidos e vencendo a prova Duas Horas de Interlagos, em 1986 e 1987.

### Europa: Fórmula Opel e Fórmula 3
Foi para a Europa, em 1990, e correu na Fórmula Opel, pela equipe Team Lotus Nederland, vencendo, pela National Cup o Grande Prêmio de Spa-Francorchamps. Em 1991, competiu nas seis últimas provas do campeonato inglês de Fórmula 3, pela equipe Paul Stewart Racing, chegando em sexto lugar na prova de Donington Park. Em 1992, fez sua primeira temporada completa na Fórmula 3 conseguindo uma pole position em Silverstone, um pódio e terminando a temporada em 10º lugar. Em 1993, desta vez pela equipe Fortec Motorsport, fez sua melhor temporada na Fórmula 3, com duas poles e quatro pódios finalizando em 5º lugar.

### EUA: Indy Lights
Em 1994, foi para os Estados Unidos correr na Indy Lights pela equipe Tasman Motorsports. Venceu quatro corridas (Portland, Mid-Ohio, Vancouver e Laguna Seca) e ficou com o vice-campeonato, o que lhe valeu uma vaga na equipe principal da Tasman para a temporada do ano seguinte da Fórmula Indy.

### EUA: Fórmula Indy
Primeira temporada

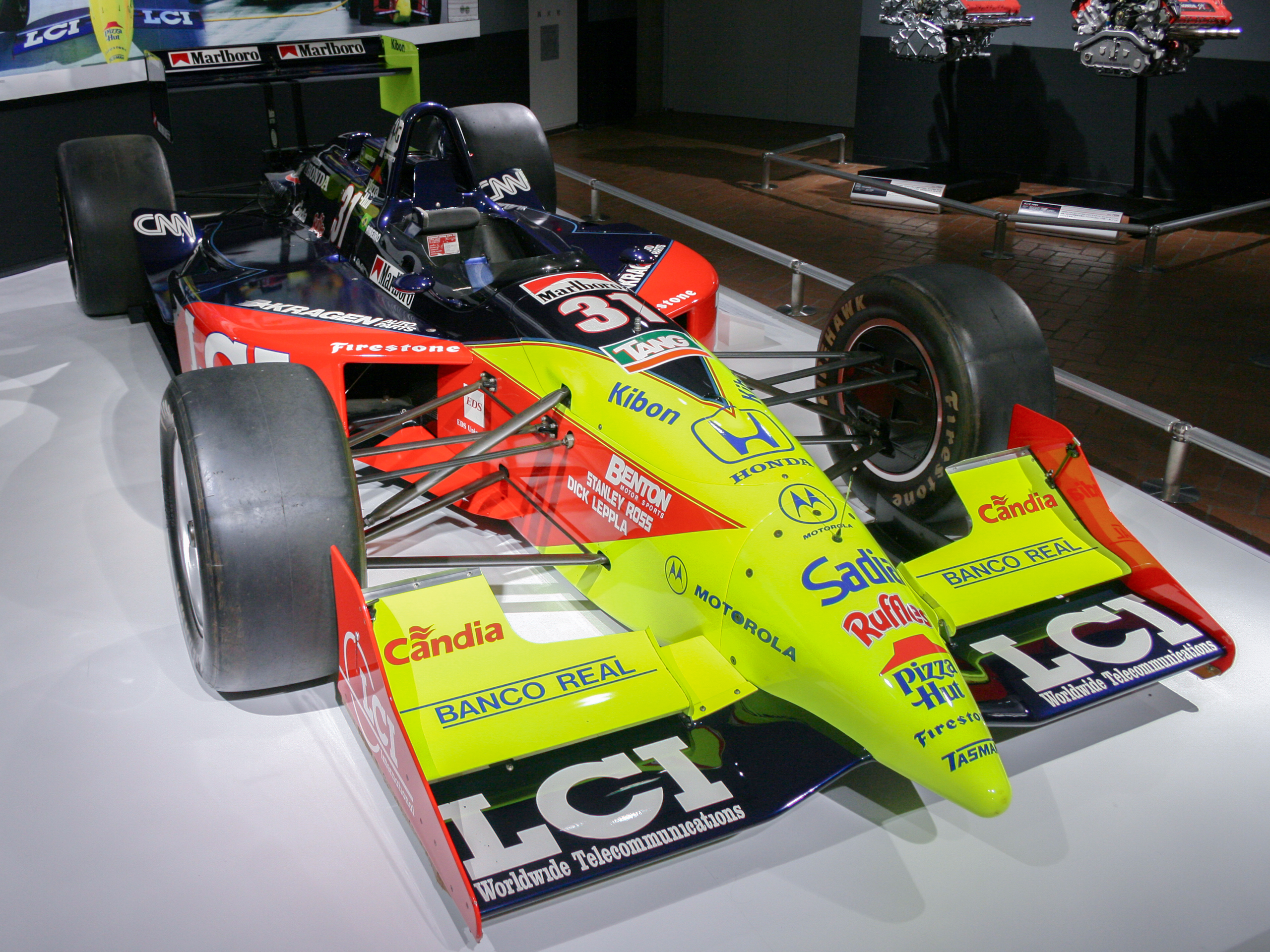
Carro de André Ribeiro na CART em 1995.

Faz sua estreia, pela equipe Tasman, na Fórmula Indy, venceu a prova New England 200 - marcando a pole position - e terminou a temporada em 17º lugar.
Segunda temporada
Em 1996, fez sua melhor temporada na competição vencendo duas provas: Michigan 500 (também fazendo a pole position) e, principalmente, a Rio 400, no Rio de Janeiro, na estreia do Brasil em provas de Fórmula Indy, ocorrida no Circuito oval Emerson Fittipaldi em traçado externo do Autódromo Internacional Nelson Piquet, até os dias atuais essa é a única vitória em casa de um piloto Brasileiro na Indy. André terminou a temporada em 11º lugar. 
Terceira temporada
Em 1997, não foi bem e ficou apenas com o 14º lugar. Assinou com a Penske Racing no final do ano.
Quarta e última temporada
Apesar de ter estado naquela que é considerada até hoje a melhor equipe da Fórmula Indy, fez sua pior temporada, com muitas quebras e acidentes e terminou na 22ª posição no campeonato. Decidiu se retirar das competições com apenas 31 anos de idade.

### Negócios
Após a retirada, em 1999, se uniu ao proprietário da equipe Penske, Roger Penske, e montou no Shopping Aricanduva, em São Paulo, três concessionárias com as bandeiras Honda, Chevrolet, Lexus e Toyota. Em 2002, uniu-se ao empresário e ex-piloto de Fórmula 1, Pedro Paulo Diniz e juntos atuaram na direção da PPD Sports, empresa promotora do evento Renault Speed Show by TIM] (Fórmula Renault e Copa Renault Clio).

### Equipes
Fórmula Opel
 Team Lotus Nederland: 1990
Fórmula 3
 Paul Stewart Racing: 1991-1992
 Fortec Motorsport: 1993
Indy Lights
 Tasman Motorsports: 1994
Fórmula Indy
 Tasman Motorsports: 1995-1997
 Penske Racing: 1998

### Campanhas de destaque
Kart
 Campeonato Paulista de Kart: 2º lugar - 1986, 1987, 1988
Fórmula Ford
 Campeonato Brasileiro de Fórmula Ford: 3º lugar - 1989
Fórmula 3
 Campeonato Inglês de Fórmula 3: 5º lugar - 1993
Indy Lights
 Campeonato Mundial de Indy Lights: 2º lugar - 1994
Fórmula Indy
 Campeonato Mundial de Fórmula Indy: 11º lugar - 1996

### Vitórias
Kart
 Duas Horas de Interlagos: 1986, 1987
Fórmula Opel
 Spa-Francorchamps (National Cup): 1990
Indy Lights
 Portland: 1994
 Mid-Ohio: 1994
 Vancouver: 1994
 Laguna Seca: 1994
Fórmula Indy
 New England 200: 1995
 Rio 400: 1996
 Michigan 500: 1996

## Morte
André Ribeiro faleceu em 22 de maio de 2021, aos 55 anos em decorrência de um câncer de intestino. Sua morte foi lamentada pela equipe da Band durante o GP de Mônaco no final de semana de sua morte, e pelo seu clube do coração, o São Paulo Futebol Clube que disputou a final do Campeonato Paulista de Futebol no dia seguinte ao de sua passagem, dedicando 1 minuto de silêncio em sua memoria antes do ínicio da partida.
A piloto Bia Figueiredo que foi empresariada de sua adolescência até a sua passagem pela Formula Indy também lamentou sua partida nas redes sociais .
Em 30 de maio de 2021, um dia e uma semana após a sua morte ocorreu a edição 105 das 500 Milhas de Indianápolis, vencida pela quarta vez por Helio Castroneves que levou em seu capacete um adesivo com o desenho da pintura do capacete usado por André Ribeiro nos anos de CART, a vitória voltou a alegrar o esporte a motor Brasileiro em cenário internacional e eternizou a homenagem em memoria ao seu amigo com grande repercussão pré e pós-corrida.